# Olympus Mons

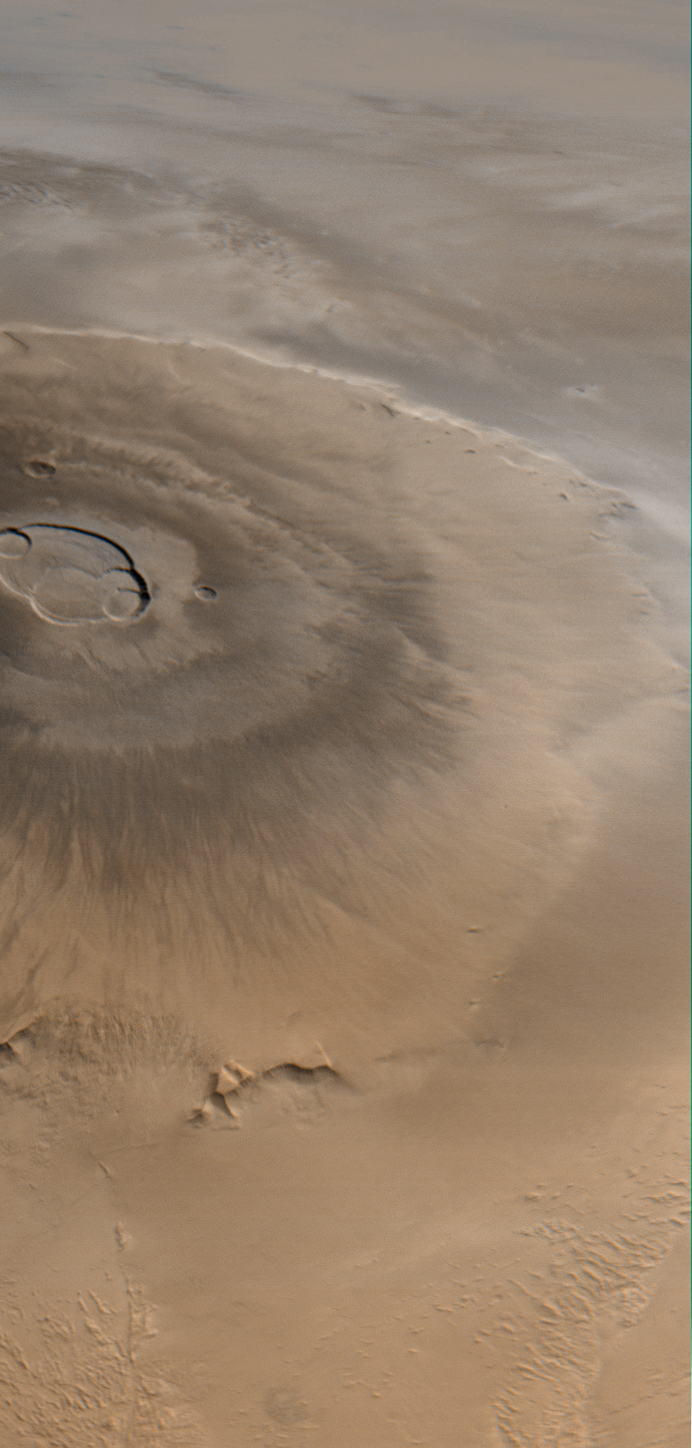
El mont Olimp. Imatge presa el 19 d'octubre de 1998 per la Mars Global Surveyor

L'Olympus Mons (en llatí Olympus Mons, en català: mont Olimp) és una muntanya i volcà d'escut del planeta Mart, situada a 18° N, 226° E / 18°N,226°E. Es tracta de la muntanya més alta coneguda del sistema solar, amb una altura de 22.000 metres sobre el nivell mitjà de la superfície de Mart. Abans que les sondes espacials d'exploració revelessin la seva naturalesa de muntanya era coneguda com a Nix Olympica ('Neus de l'Olimp', denominació actualment desestimada en favor de l'oficial Olympus Mons).

## Descobriment
Malgrat la seva descomunal grandària, el mont Olimp no era prou gran com per ser vist i interpretat correctament pels observadors telescòpics anteriors a l'era d'exploració amb naus espacials. A vista d'un telescopi del segle xix, l'Olimp semblava poc més que una gran taca fosca a la superfície del planeta. No obstant això, sí es va detectar alguna cosa estranya en aquest lloc del planeta vermell.
De vegades, els observadors veien aquí una taca blanca, que destacava en gran manera enmig del terreny ataronjat-vermellós de Mart. Per aquesta raó, l'astrònom italià Giovanni Schiaparelli li va posar el nom de Nix Olympica (Neus de l'Olimp), nom que va resultar ser una gran premonició, doncs es va prendre el nom del mont Olimp a Grècia, l'estatge dels déus olímpics el cim dels quals estava habitualment coberta de neu. No obstant això, això no significa que Schiaparelli necessàriament interpretés Nix Olympica com una muntanya.
Durant dècades, Nix Olympica va seguir veient-se com una taca brillant i variable. El 1951, l'observador aficionat japonès Tsuneo Saheki va albirar un centelleig brillant en el lloc, que en qüestió de mitja hora es va il·luminar fins a rivalitzar amb el casquet de gel polar i que després es va esvair al cap d'una altra mitja hora. Els astrònoms discutien sobre el significat d'aquelles observacions, creient-se que podrien ser reflexos del gel, erupcions volcàniques i fins i tot senyals enviats per una presumpta civilització marciana.
La taca brillant anomenada Nix Olympica va resultar deure's als núvols que solen formar-se sobre l'Olympus Mons. És un fenomen atmosfèric que també existeix en la Terra, i que és anomenat «núvols orogràfics», és a dir, núvols massius de curta durada.
Ja en èpoques de l'exploració espacial, el 1971, la nau Mariner 9 va orbitar al voltant de Mart durant una tempesta de pols global. Els primers objectes a ser visibles després d'anar retirant-se la pols en suspensió van ser precisament els cims superiors dels volcans de Tharsis, demostrat que l'altitud d'aquests era, en gran manera, superior a la de qualsevol muntanya terrestre. Les observacions que la Mariner 9 va realitzar sobre la superfície de Mart van confirmar que Nix Olympica no era solament una muntanya, sinó un volcà. Va ser a partir d'aquí quan els científics van començar a conèixer al volcà com a Olympus Mons.

## Descripció general
El mont Olimp està situat a la regió de Tharsis, una gran elevació de la superfície de Mart que també conté altres volcans importants, com els volcans d'escut Arsia Mons, Pavonis Mons i Ascraeus Mons.

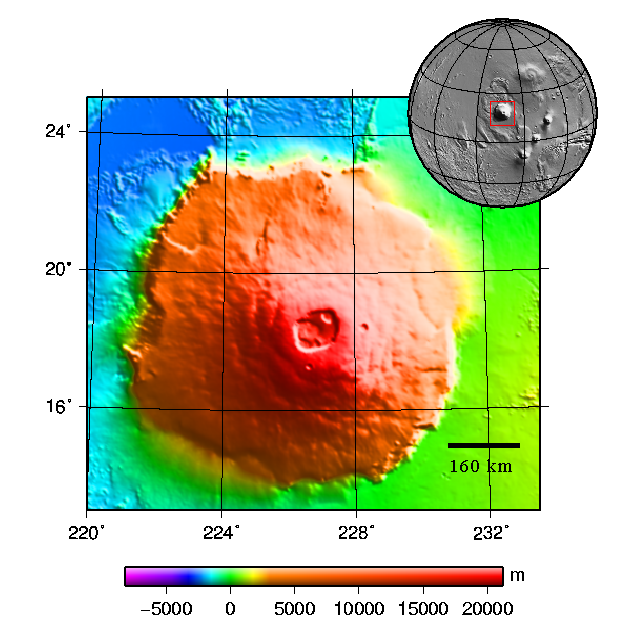
Mapa topogràfic del mont Olimp

L'edifici volcànic principal arriba a 27 km d'alçada per sobre de la seva base i a 25 km per sobre del nivell de la superfície mitjana del planeta. Té una amplada de 540 km, amb penya-segats força verticals en els trams més baixos. La caldera té un diàmetre de 60 km i una profunditat de 3.000 m, amb diversos cràters sobreposats. Malgrat que al cim la pressió atmosfèrica només és el 2% de la pressió atmosfèrica a la superfície, la densitat de l'atmosfera és suficient per a formar-hi núvols de gran alçària de diòxid de carboni (però no de vapor d'aigua).
El mont Olimp és un volcà escut, resultat del flux de lava molt fluida a través de xemeneies volcàniques durant un llarg període. Per això, el pendent de la muntanya és poc pronunciat, excepte en els penya-segats de la part baixa.

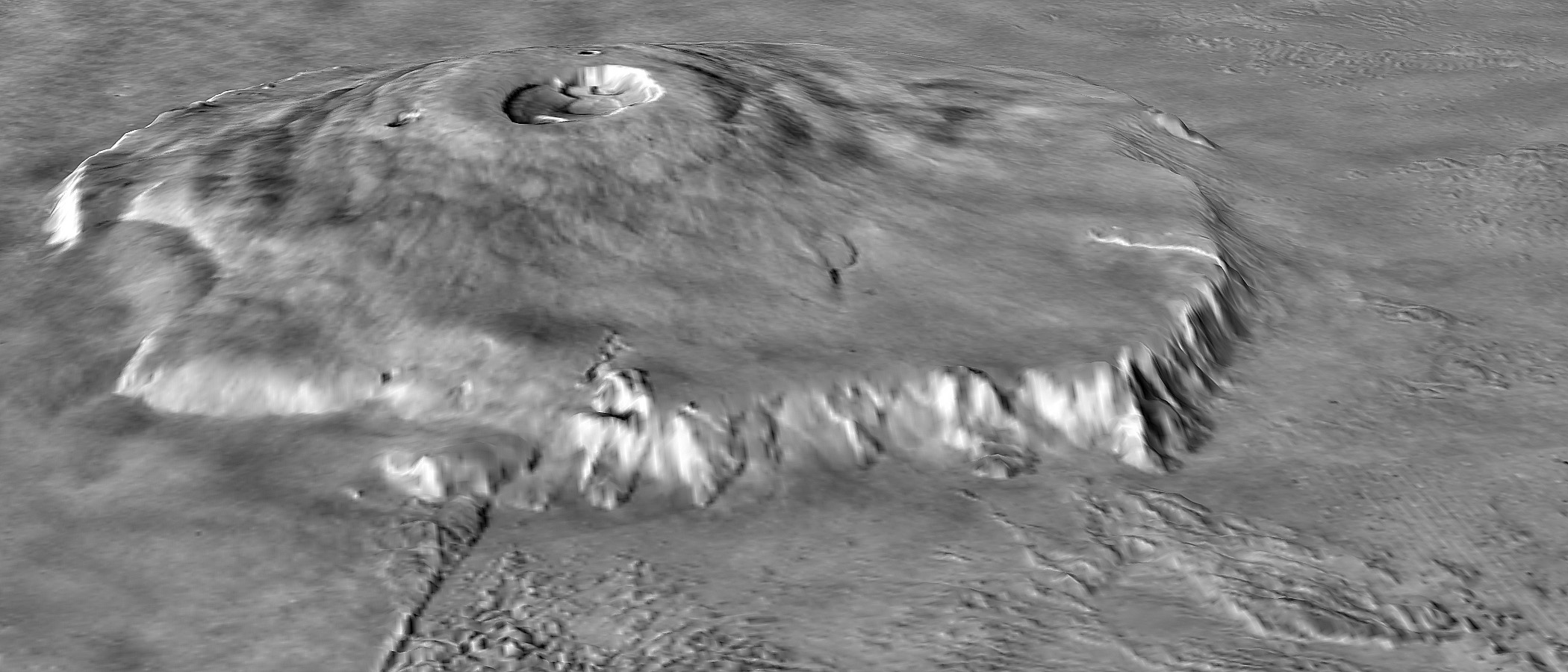
Reconstrucció tridimensional del mont Olimp. S'hi pot apreciar clarament la caldera al cim i els penya-segats de la part baixa

## Activitat volcànica

Topografia del mont Olimp

El mont Olimp és un volcà en escut en forma de caldera, format com a resultat de fluxos de lava molt poc viscosa durant llargs períodes, i és molt més ample que alt; el pendent mitjà de la muntanya és molt suau. El 2004, la sonda Mars Express obtingué imatges de fluxos de lava als vessants del volcà que semblen tenir una edat de només 2 milions d'anys (recents, en un context geològic). Això suggereix que la muntanya encara podria tenir una certa activitat volcànica.
L'exemple terrestre de volcà més similar al mont Olimp seria el conjunt de volcans de les illes Hawaii (com el Mauna Loa). La gran alçada del mont Olimp és possiblement el resultat de la manca de processos de tectònica de plaques a Mart, que permet que l'escorça planetària es mantingui fixa durant molt temps sobre un punt calent, de manera que aquest pugui continuar expulsant lava ininterrompudament sobre un mateix lloc.

## Entorn
El mont Olimp es troba a l'altiplà de Tharsis, un terreny elevat en la superfície marciana que conté altres formacions volcàniques. Entre elles hi ha una cadena de volcans en forma de caldera més petits, com és el cas de les muntanyes Arsia, Pavonis i Ascraeus, els quals són petits en comparació de l'Olimp. La regió que envolta immediatament al mont Olimp és una depressió de 2 km de profunditat.
El volcà està envoltat per una regió coneguda com la aurèola, amb enormes goles i muntanyes que s'estenen a 1.000 m del cim, i que mostren l'evidència d'una antiga activitat glacial.